# Weg in die Vergangenheit
Pour plus de détails, voir Fiche technique et Distribution.
Weg in die Vergangenheit (titre français : Souvenir du passé) est un film autrichien réalisé par Karl Hartl sorti en 1954.

## Synopsis
Gabriele Gärtner, l'épouse d'un directeur de banque à Graz, découvre que son mari Berthold avait spéculé sur la somme d'argent considérable (pour le moment) de 40 000 schillings. Il doit maintenant lever la somme dans les trois jours pour la rembourser. Gabriele remue ciel et terre pour aider son mari. Sans lui dire la vraie raison de son voyage, elle se rend à Vienne pour supplier quatre vieux amis de lui donner la somme nécessaire. Ce sera un voyage en partie mélancolique, mais en partie désillusionnant et humiliant dans le passé. Les amis d'autrefois vivent dans une grande variété de circonstances sociales et financières. Deux d'entre eux, Clemens Monti et Stefan Berg, auraient en fait la possibilité de prêter l'argent dont ils savaient autrefois avoir besoin de toute urgence. Mais l'un, un chef d'orchestre, est trop avare et l'autre, un banquier, a une condition. Comme aime toujours Gabriele, il exige en retour qu'elle quitte son mari et l'épouse après un divorce.
Les deux autres amis sont incapables d'avoir une si grosse somme d'argent et de la prêter à Gabriele. L'un est l'ancien pilote de course allemand Werner Schrey, un bon gars, mais qui a longtemps pu s'appuyer sur la renommée du passé. L'autre, Franz Nägele, qui, à cause d'elle, est toujours célibataire propriétaire d'un salon de coiffure, est lui-même dépendant de la bonne volonté (et de l'aide financière) de ses sœurs. Déçue, Gabriele retourne ensuite vers son mari et avoue ses efforts infructueux pour collecter des fonds. En fin de compte, cependant, le décent Franz s'avère être le salut de dernière minute du couple. Le coiffeur a réussi à déjouer ses sœurs et à collecter des fonds pour Gabriele et Berthold.

## Fiche technique
- Titre original : Weg in die Vergangenheit
- Réalisation : Karl Hartl assisté de Rudolf Nussgruber
- Scénario : Johannes Mario Simmel, Emil Burri
- Musique : Willy Schmidt-Gentner
- Direction artistique : Werner Schlichting
- Costumes : Fred Adlmüller
- Photographie : Konstantin Irmen-Tschet
- Son : Kurt Schwarz
- Montage : Henny Brünsch
- Production : Paula Wessely
- Société de production : Paula Wessely-Film Gmbh
- Société de distribution : Sascha Filmverleih
- Pays de production :  Autriche
- Langue : allemand
- Format : Noir et blanc - 1,37:1 - Mono - 35 mm
- Genre : Drame
- Durée : 92 minutes
- Dates de sortie :
  - Allemagne : 20 décembre 1954.
  - Autriche : 1er janvier 1955.
  - France : 22 août 1955[1].
  - Belgique : 9 septembre 1955.

## Distribution
- Paula Wessely : Gabriele Gartner
- Attila Hörbiger : Berthold Gärtner, son époux
- Willi Forst : Clemens Monti
- Maria Holst : Adrienne Monti, son épouse
- Rudolf Fernau : Stefan Berg
- Willy Fritsch : Werner Schrey
- Josef Meinrad : Franz Nägele
- Karl Ehmann (de) : Pokorny
- Rose Renée Roth : Olga
- Heribert Meisel (de) : Le reporter

## Production
Weg in die Vergangenheit est l'adaptation de la pièce de théâtre Die Forelle de Wilfried Christensen. Le film réunit pour la première fois des célébrités du cinéma autrichien qui n'avaient joué ensemble. Le film est tourné pendant l'été et l'automne 1954 dans les studios Thalerhof à Graz avec des prises de vue extérieures de Vienne et des environs.